# Строка (база данных)
В контексте реляционных баз данных, строка, также называемая кортеж, представляет одиночный, не явно структурированный элемент данных в таблице. Проще говоря, таблица базы данных может быть представлена сущностью, состоящей из строк и столбцов. Каждая строка в таблице представляет набор связанных данных, и каждая строка в таблице имеет одинаковую структуру.
Например, в таблице, которая содержит компании, каждая строка будет содержать одну компанию. Колонки могут содержать различные значения, такие как наименование компании, адрес компании, телефон компании и т. д. В таблице содержащей связи работников с департаментами, каждая строка будет связывать одного работника с одним департаментом.
Неявная структура строки, и предназначение значений данных в строке, требуют рассмотрение строки как сущности, предоставляющей последовательность значений данных, одно значение в каждом столбце таблицы. Строка может быть интерпретирована как набор кортежей, где каждый кортеж состоит из двух сущностей: наименование соответствующего столбца и значения этой строки для данного столбца.
Каждый столбец предназначен для значений данных определенного типа. Например, один столбец может быть предназначен для уникального идентификатора, другой может быть предназначен для строкового представления имени, еще один может быть предназначен для суммы зарплаты.
| Does not appear | Column 1        | Column 2        |
| --------------- | --------------- | --------------- |
| Row 1           | Row 1, Column 1 | Row 1, Column 2 |
| Row 2           | Row 2, Column 1 | Row 2, Column 2 |
| Row 3           | Row 3, Column 1 | Row 3, Column 2 |